# Aphalaroida prosopis
Aphalaroida prosopis är en insektsart som beskrevs av Crawford 1914. Aphalaroida prosopis ingår i släktet Aphalaroida och familjen rundbladloppor. Inga underarter finns listade i Catalogue of Life.